# Enercon

Enercon logo.

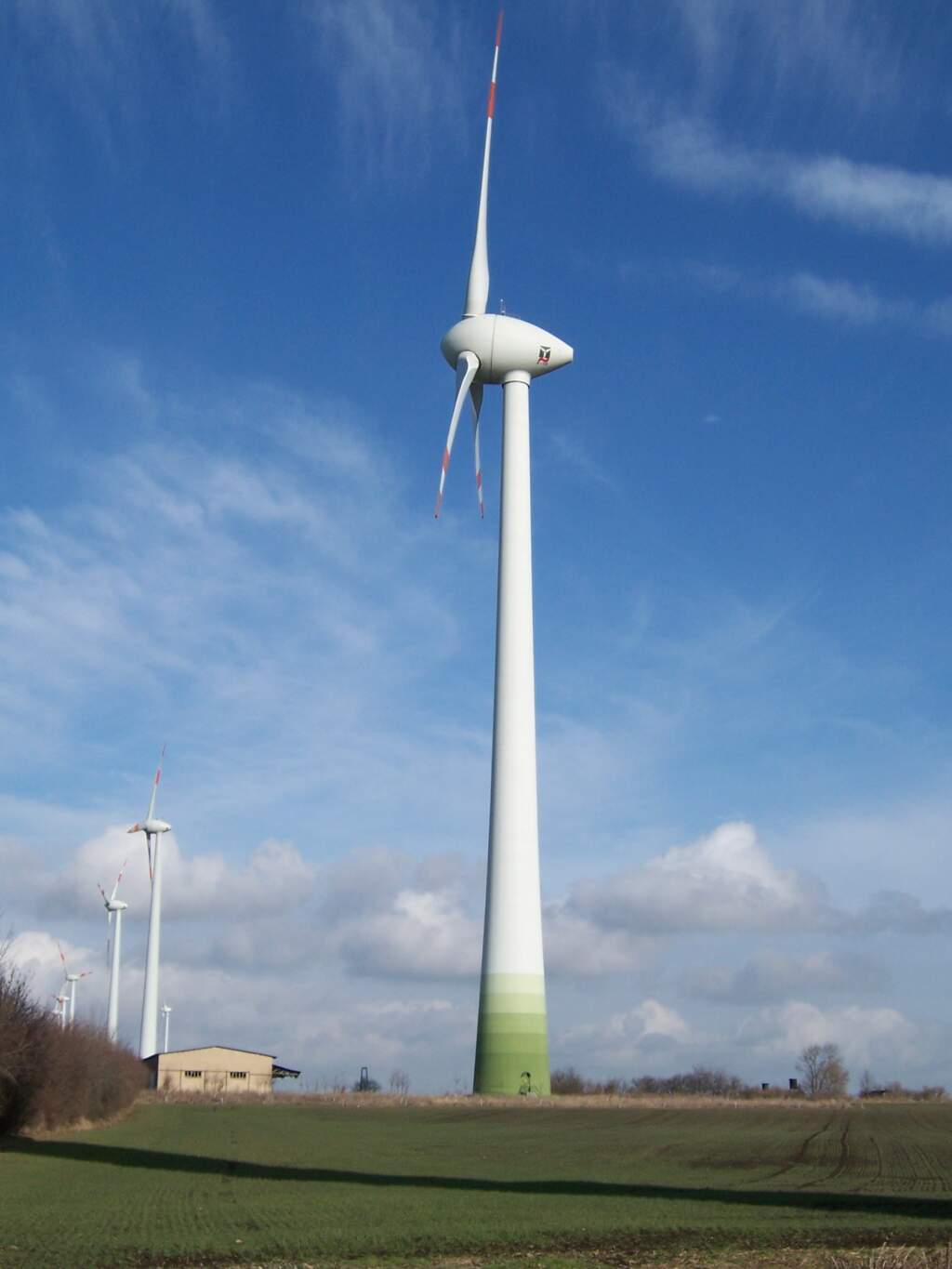
Enercon E-112.

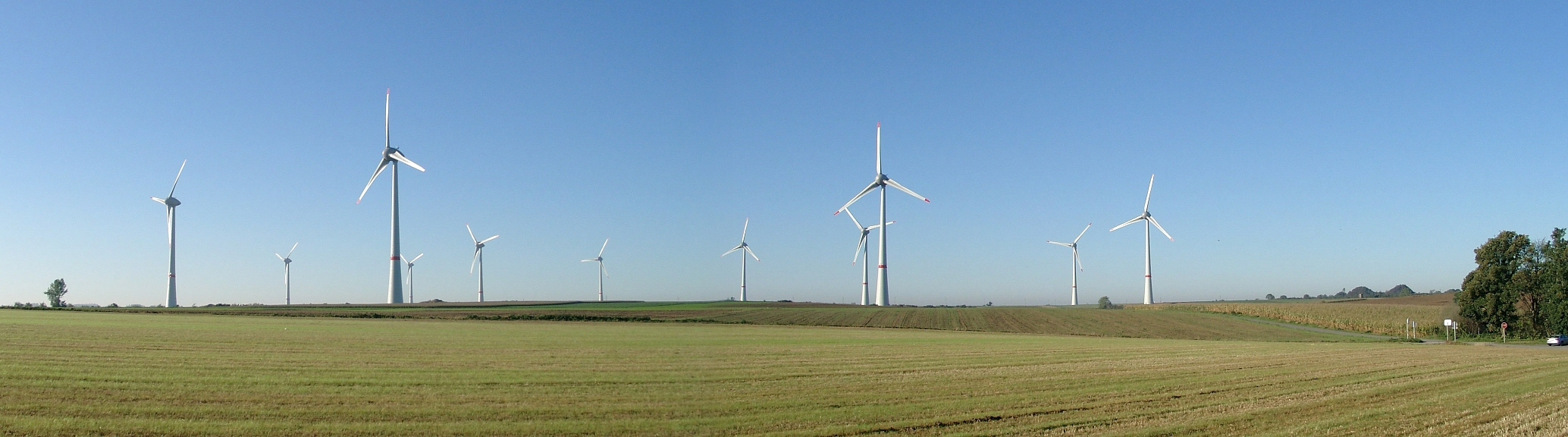
Estreno mundial: 11 aerogeneradores de 7,5 MW Enercon E-126 de viento Estinnes, Bélgica, 10 de octubre de 2010 Foto

Enercon GmbH es la mayor empresa alemana de construcción de aerogeneradores. Su sede social se encuentra en Aurich (Baja Sajonia). El nombre de Enercon viene de las palabras Energy y Converter.

## Historia
Fundada en 1984 por su actual propietario Aloys Wobben, tiene una plantilla mundial de 10 000 empleados y una facturación superior a los 1200 millones de euros. Asimismo posee más del 40 % de todas las patentes mundiales en la fabricación de aerogeneradores.

## Sector eólico
Una característica fundamental de Enercon GmbH, es que dentro del mundo de la construcción y desarrollo de aerogeneradores, donde proliferan las sociedades de accionistas, y los siete mayores fabricantes acumulan más del 90 % de la cuota de mercado; Enercon GmbH sigue manteniéndose como sociedad independiente y no cotiza en ningún mercado bursátil. Aun así su cuota de mercado mundial es superior al 13 %, lo que la sitúa en la tercera posición en dicho ranking, sólo superada por la danesa Vestas (34 %) y la española Gamesa (18 %) (datos de 2005).

## Centros de producción
Enercon GmbH cuenta con centros productivos en seis países diferentes. Así en Alemania la producción se encuentra situada en Aurich (Baja Sajonia), Emden (Baja Sajonia) y Magdeburgo (Sajonia-Anhalt), y fuera de las fronteras alemanas, en Turquía (Esmirna), Suecia (Malmö), Brasil (Sorocaba y Peçém), Portugal (Viana do Castelo) e India.

## Sistema de fabricación

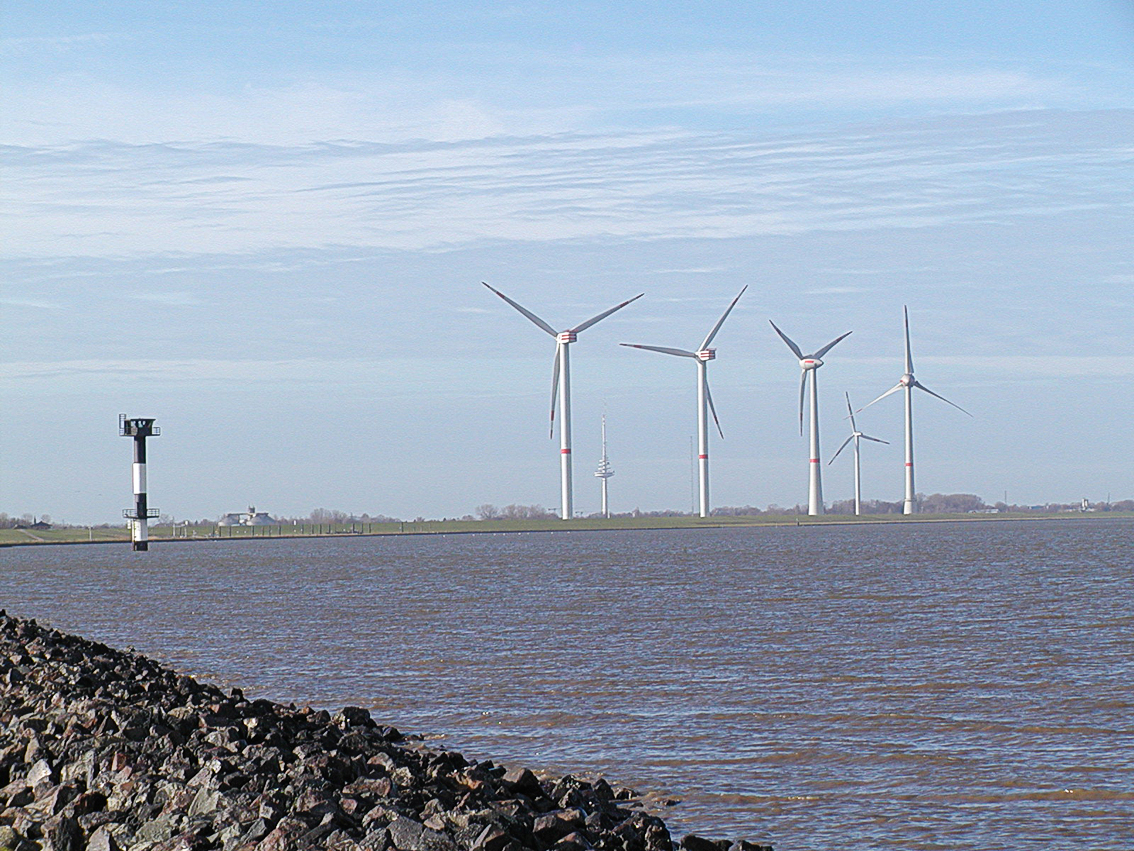
Parque eólico de Enercon en Cuxhaven.

Otra característica fundamental de Enercon GmbH es su sistema de fabricación, ya que todos los componentes de sus aerogeneradores son fabricados en las propias instalaciones de Enercon GmbH, desde los generadores hasta las torres, pasando por todos los sistemas de control electrónicos o las palas.
Respecto a Enercon GmbH indicaremos que ha sido la primera empresa en desarrollar y fabricar en serie aeroneradores sin multiplicadores de velocidad, es decir, el generador está unido directamente al eje que accionan las palas. Esta es una propiedad fundamental de los aerogeneradores Enercon y permite reducir, por un lado, el número de averías, ya que disminuye el número de componentes mecánicos expuestos a ellas; y por otro, el número de operaciones de mantenimiento (cambios de aceite, fugas, etc.) que generalmente afectan a toda caja de velocidades.
El número de revoluciones con las que gira el rotor de un generador dotado de multiplicadora de velocidad, es aproximadamente de unas 1500 revoluciones por minuto. Sin embargo, la peculiar característica de los aerogeneradores Enercon, consigue que debido a esta ausencia de multiplicadora de velocidad, el rotor gire con el mismo número de revoluciones que el generador, que dependiendo del modelo y de las características del viento oscilará entre 8 y 60 revoluciones por minuto. Es fácil deducir que en este segundo caso se producirá un menor número de esfuerzos y desgastes sobre las piezas móviles del aerogenerador durante su vida útil.
Los aerogeneradores Enercon son fácilmente distinguibles de los aerogeneradores del resto de fabricantes debido a su peculiar diseño. Su góndola tiene forma de una gota de agua y en su torre, en la zona de la base aparece, para un óptimo mimetismo con el entorno, una franja que progresivamente pasa del blanco al verde. En instalaciones cerca de la costa es posible encontrar dicha variación de color en tonos azules. El peculiar diseño de su góndola, es obra del afamado arquitecto inglés Sir Norman Foster, autor entre otras obras del Metro de Bilbao (1995), la restauración del Reichstag (Parlamento Alemán) en 1999, o el más reciente Viaducto de Millau (2004). Asimismo son fácilmente distinguibles las palas de los aerogeneradores, ya que son los únicos del mercado que cuentan con extremos curvados, similares a los que se pueden observar en las alas de los aviones (winglet), y reducen las consecuencias de los torbellinos en las puntas de las palas.

## Modelos Aerogenerador Enercon

### E-12
- Unidades construidas: 5
- Potencia Nominal: 30 kW
- Aerogenerador de segunda generación
- Prototipo construido en 1997
- Producción: 1997 - 2000

### E-15/E-16
- Unidades construidas: 45
- Potencia Nominal: 55 kW
- Aerogenerador de primera generación
- Prototipo construido en 1985
- Producción: 1985 - 1989

### E-17/E-18
- Unidades construidas: 155
- Potencia Nominal: 80 kW
- Aerogenerador de primera generación
- Producción: 1989 – 1999

### E-20
- Unidades construidas: 1
- Potencia Nominal: 100 kW
- Aerogenerador de tercera generación
- Pala fabricada con chapa de acero soldada
- Todas las partes del aerogenerador caben en un único contenedor de transporte marítimo
- La sección superior de la torre cabe dentro de la inferior, con el consiguiente ahorro de espacio
- Prototipo construido en 2006
- Producción: 2006

### E-30
- Unidades construidas: 575
- Potencia Nominal: 230 - 300 kW
- Aerogenerador de segunda generación
- Producción: 1994 - 2005

### E-32/E-33
- Unidades construidas: 185
- Potencia Nominal: 300 kW
- Aerogenerador de primera generación
- Regulación de palas hidráulica
- Prototipo construido en 1988
- Producción: 1988 - 1993

### E-33
- Unidades construidas: 45
- Potencia Nominal: 330 kW
- Aerogenerador de tercera generación
- Diámetro: 33 m
- Altura: 49 - 50 m
- Velocidad variable: 18 - 45 rpm
- Velocidad lineal de la pala (punta): 31 - 78 m/s
- Velocidad mínima de viento: 2,5 m/s
- Velocidad nominal de viento: 12 m/s
- Velocidad máxima de viento: 28 - 34 m/s
- Producción: 2004 - 2006

### E-40
- Unidades construidas: 4.360
- Potencia Nominal: 500 - 600 kW
- Aerogenerador de segunda generación
- Prototipo construido en 1992
- Posee el título de "aerogenerador más vendido del mundo”
- Producción: 1992 - 2005

### E-44
- Unidades construidas: 1550
- Potencia Nominal: 900 kW
- Aerogenerador de tercera generación
- Aerogenerador para vientos de clase IEC Ia
- Prototipo construido en 2006
- Producción: 2007 - ...

### E-48
- Unidades construidas: 1.020
- Potencia Nominal: 800 kW
- Aerogenerador de tercera generación
- Diámetro: 48 m
- Altura: 50 - 76 m
- Velocidad variable: 16 - 32 rpm
- Velocidad lineal de la pala (punta): 40 - 80 m/s
- Velocidad mínima de viento: 3 m/s
- Velocidad nominal de viento: 13 m/s
- Velocidad máxima de viento: 28 - 34 m/s
- Prototipo construido en 2004
- Producción: 2004 - ...

### E-53
- Unidades construidas: 105
- Potencia Nominal: 800 kW
- Aerogenerador de tercera generación
- Aerogenerador para vientos de clase IEC IIIa
- Prototipo construido en 2006
- Producción: 2006 - ...

### E-58
- Unidades construidas: 215
- Potencia Nominal: 1 MW
- Aerogenerador de segunda generación
- Producción: 1999 - 2006

### E-66
- Unidades construidas: 2.470
- Potencia Nominal: 1,5 - 1,8 - 2,0 MW
- Aerogenerador de segunda generación
- Prototipo construido en 1995
- Producción: 1995 - 2007

El modelo E-66 se diferencia de su sucesor, E-70, en el diseño de las palas. El nuevo modelo incorpora unas mejoras que permiten una mejora del rendimiento, que dependiendo del emplazamiento del aerogenerador, se sitúa entre el 10 y el 15 % en la producción anual de energía eléctrica.

### E-70
- Unidades construidas: 1.475

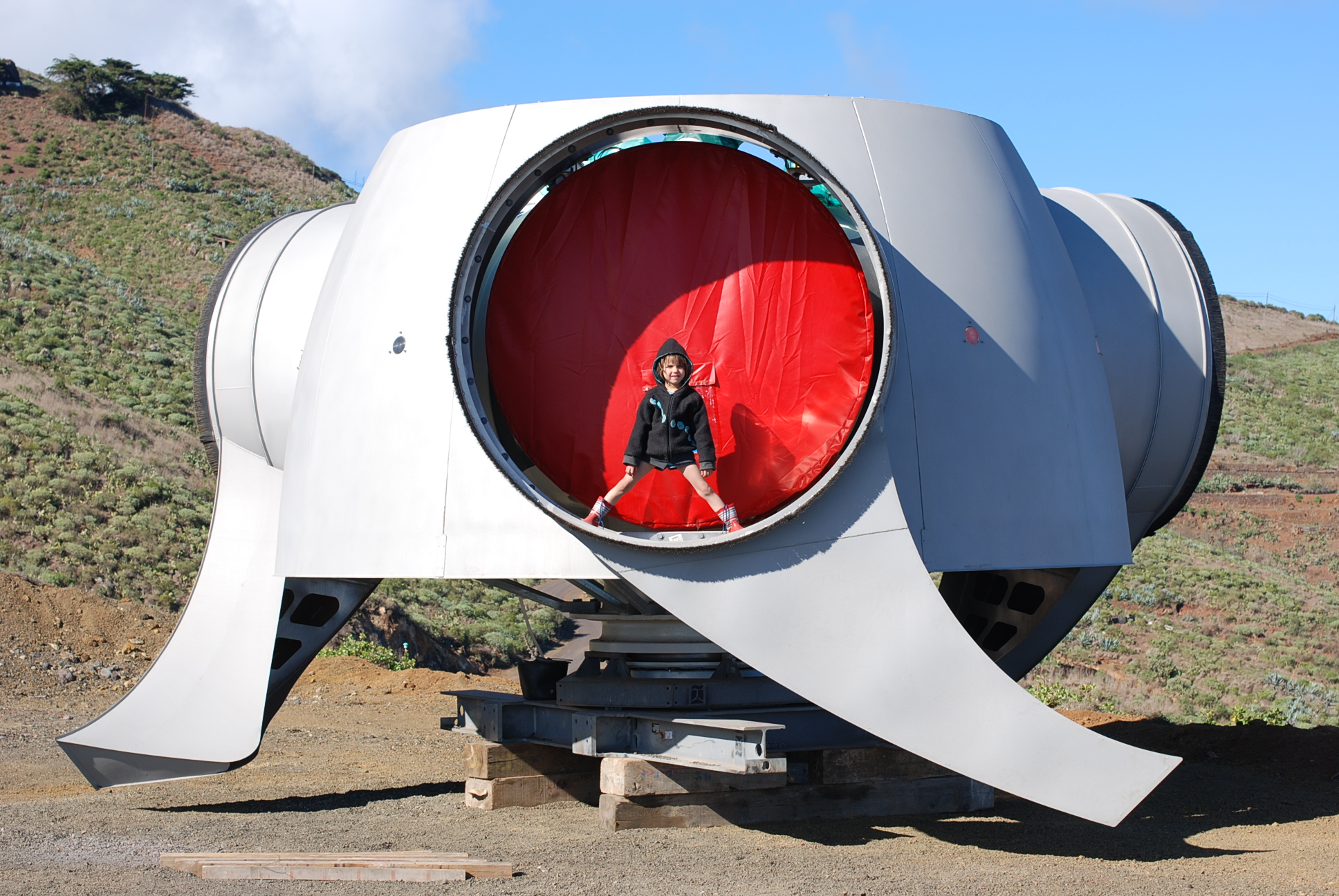
Buje de un aerogenerador sin palas (Enercon E-70) en la isla de El Hierro.

- Potencia Nominal: 2 MW, versión actual 2,3 MW
- Aerogenerador de tercera generación
- Diámetro: 71 m
- Altura: 58 - 113 m
- Velocidad variable: 6 - 21,5 rpm
- Velocidad lineal de la pala (punta): 22 - 80 m/s
- Velocidad mínima de viento: 2,5 m/s
- Velocidad nominal de viento: 12,5 m/s
- Velocidad máxima de viento: 28 - 34 m/s
- Prototipo construido en 2003
- Producción: 2003 - ...

### E-82
- Unidades construidas: 70
- Potencia Nominal: 2 MW
- Aerogenerador de tercera generación
- Diámetro: 82 m
- Altura: 70 - 108 m
- Velocidad variable: 6 - 19,5 rpm
- Velocidad lineal de la pala (punta): 25 - 80 m/s
- Velocidad mínima de viento: 2,5 m/s
- Velocidad nominal de viento: 12 m/s
- Velocidad máxima de viento: 22 - 28 m/s
- Prototipo construido en 2005
- Producción: 2005 - ...

### E-112
- Unidades construidas: 9
- Potencia Nominal: 4,5 - 6 MW
- Aerogenerador de segunda generación
- Diámetro: 114 m
- Altura: 124 m
- Velocidad variable: 8 - 13 rpm
- Velocidad lineal de la pala (punta): 48 - 78 m/s
- Velocidad mínima de viento: 2,5 m/s
- Velocidad máxima de viento: 28 - 34 m/s
- Prototipo construido en 2002
- Producción: 2002 – 2006

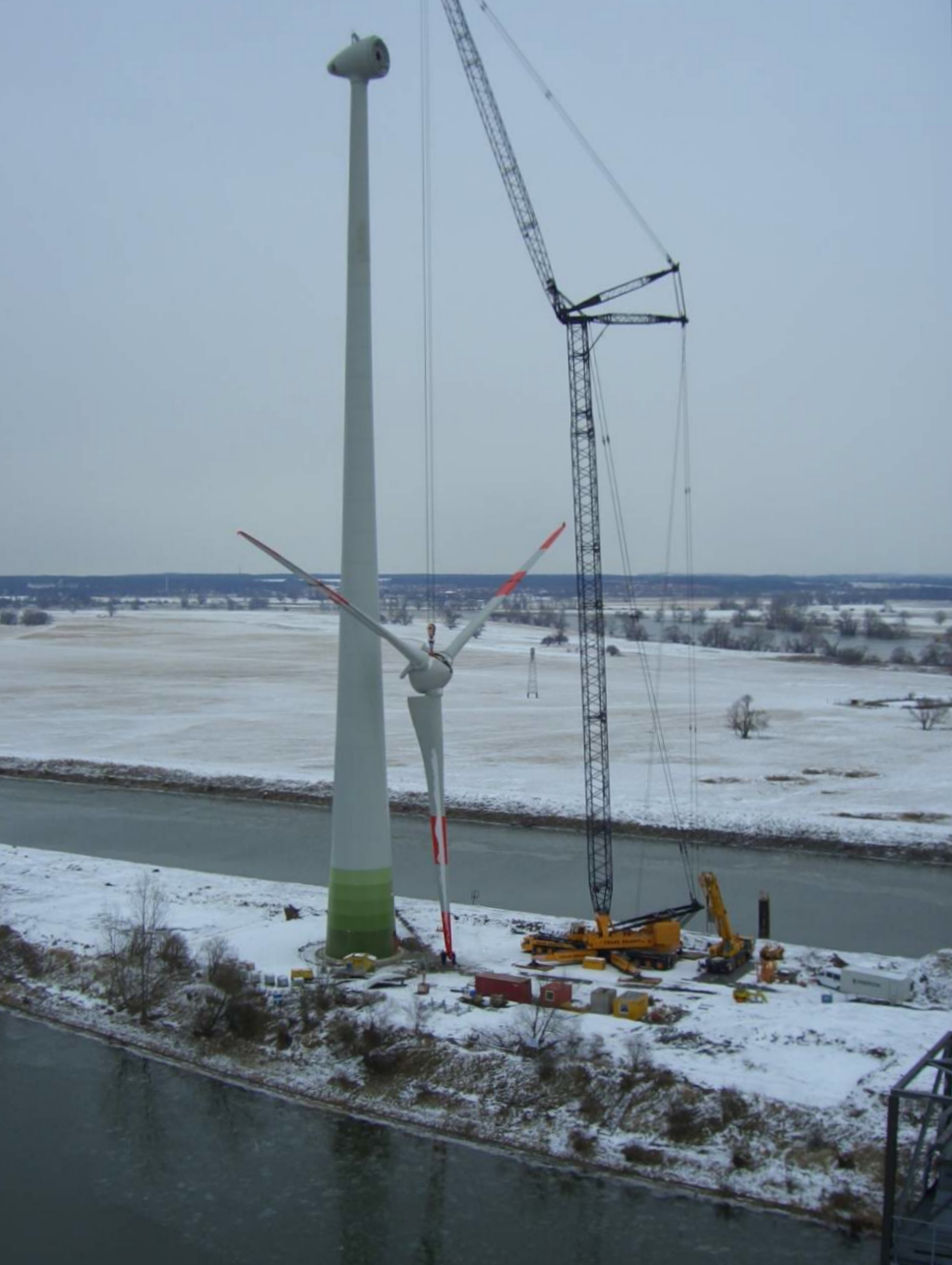
Enercon E-70, Magdeburgo, año 2005.

El modelo E-112, con una potencia nominal de 6 MW es uno de los mayores aerogeneradores del mundo. Esta máquina producida en las instalaciones de Magdeburgo, tiene un diámetro de palas de aproximadamente 114 metros (112 metros en las primeras versiones de 4,5 MW) y una altura de eje de unos 125 metros (dependiendo del tipo de cimentación puede variar). Para darnos cuenta de las mastodónticas dimensiones del E-112 digamos que cuando la pala alcanza el punto más alto, su punta se halla a una altura de unos 180 metros, lo que, para hacernos una idea, equivale a un edificio de unas 60 plantas. La góndola tiene un diámetro de 12 metros y un peso superior a las 550 tn (palas incluidas) que son soportados por una torre de hormigón de 2500 Tn de peso. El generador síncrono tiene un peso de unas 550 Tn. El diámetro de la torre varía desde los casi 12 metros en la base a los escasos 4 metros a la altura de la góndola. Una ventaja de este modelo es que, debido a su tamaño, su velocidad de giro es menor, y por lo tanto resulta menos molesto que modelos de menor potencia. Así es capaz de producir la misma cantidad de energía que tres o cuatro E-66, y sin embargo ser al mismo tiempo más silencioso que dichos E-66 juntos. En un principio está pensado que este tipo de aerogeneradores se instalen en tierra, para en un futuro cercano ampliar su instalación a parques off-shore. Una de las unidades del aerogenerador Enercon E-112, instalada en las cercanías de Emden, puede llegar a producir, si las condiciones de viento son adecuadas, cerca de 16 millones de kWh anuales, lo cual corresponde al consumo de aproximadamente 4750 hogares (3500 kWh de consumo anual por vivienda) o bien a las necesidades de 16000 personas (1000 kWh por persona y año).
Las palas de los primeros E-112 fueron fabricadas en las instalaciones de Abeking & Rasmussen en Lemwerder. Sin embargo, las siguientes fueron ya producidas en las instalaciones de Enercon en Magdeburg-Rothensee y transportadas mediante barcaza por el canal del Elba. Cada pala tiene una longitud de aproximadamente 52 metros y pesa unas 22 Tn.

### E-126
En la Feria Internacional de Hannover de 2006 Enercon GmbH anunció el sucesor del E-112, el nuevo modelo E-126. El E-126 debe ser similar al E-112 con un perfil de pala similar a los aerogeneradores de tercera generación (recordemos que el E-112 es un aerogenerador de segunda generación) y posiblemente una mayor altura total, características ambas que deben elevar tanto el rendimiento mecánico como la rentabilidad económica del aerogenerador.

## Espionaje industrial
En los años 1994 y 1995 Enercon GmbH fue objeto de espionaje industrial por parte de la Agencia de Seguridad Nacional de los EE. UU. (National Security Agency) y Echelon. La información obtenida por ambas organizaciones fue vendida a la empresa competidora Kenetech Windpower Inc.. Dicha empresa aprovechó los datos obtenidos de know-how obtenidos mediante espionaje industrial a Enercon GmbH y patentó dichos “descubrimientos”. Por este motivo, Enercon GmbH tuvo las puertas del mercado eólico americano cerradas hasta finales de 2010.

## Relación con los sindicatos
Enercon GmbH ha sido acusada en diversas ocasiones por impedir una organización sindical interna de los trabajadores en sus diferentes fábricas. Afiliados que han intentado organizar un comité de empresa han sido degradados o amenazados con la rescisión de contrato. En la fábrica ubicada en Esmirna (Turquía), unos 70 trabajadores fueron despedidos por afiliarse al sindicato Birlesik Metal-Is. Sin embargo, aunque hay fábricas pertenecientes a Enercon GmbH que sí cuentan con un comité de empresa, en la mayoría de ellas la participación de los trabajadores se organiza a través de sus representantes.